# 21652 Vasishtha
A 21652 Vasishtha (ideiglenes jelöléssel 1999 OQ2) a Naprendszer kisbolygóövében található aszteroida. A LINEAR projekt keretében fedezték fel 1999. július 22-én.